# Janezija
Janezija (lat. Joannesia) rod južnoameričkog drveća iz Brazila, smješten u porodicu Euphorbiaceae, dio reda Malpighiales.
Rod je prvi puta opisan u Alogr. Alkalis : 199 (1798), a ime mu je dano u čast portugalskog kralja Ivana VI.

## Vrste
1. Joannesia heveoides Ducke
2. Joannesia princeps Vell.

## Vanjske poveznice
|  | Zajednički poslužitelj ima još gradiva o temi Joannesia |
|  | Wikivrste imaju podatke o taksonu Joannesia             |